# Mexikanische Badmintonmeisterschaft 1939
Die Mexikanische Badmintonmeisterschaft 1939 fand in Mexiko-Stadt statt. Es war die siebente Auflage der nationalen Titelkämpfe von Mexiko im Badminton.	

## Titelträger
| Disziplin    | Sieger                              |
| ------------ | ----------------------------------- |
| Herreneinzel | Florentino Martínez Rico            |
| Dameneinzel  | Norma Krafft                        |
| Herrendoppel | Ernesto Villareal Joaquin Zetina    |
| Damendoppel  | Norma Krafft J. Gómez Luna          |
| Mixed        | Ernesto Villareal Emilia Gómez Luna |